# فلورنس اند ذا مشين
فلورنس اند ذا مشين فرقة إندي روك بريطانية تتكون من عضويين وهم المغنية فلورنس ويلش و العازف ايزابلا ساميرز وكانت البي بي سي لها دور كبير في نشأتهم.
أصدروا أول البوم لهم في 6 يوليو عام 2009 باسم لونجز واحرز البومهم في أول خمسة اسابيع المركز الثاني على قائمة أفضل الالبومات البريطانية وألبومهم الثاني صدر في أكتوبر عام 2011 باسم سيريمونيلز ولأول مرة احتلت رقم واحد في المملكة المتحدة والمركز السادس في الولايات المتحدة على قائمة أفضل الألبومات مبيعاً. ساهمت في فيلم منزل السيدة بيرجرين للأطفال غريبي الأطوار بأغنية (wish that you were here)

## تاريخ
اسم الفرقة كان فلورنس روبوت اند ايزا ماشين لكنهم اختصروا الاسم إلى فلورنس اند ذا مشين

## من الأعمال
ساهمت في فيلم منزل السيدة بيرجرين للأطفال غريبي الأطوار

## الأغاني
- long &lost
- blinding
- hurricane drunk
- Addicted to Love
- third eye
- I'm not calling you a liar
- lover to lover
- only if for a night
- how big,how blue,how
- too much is never enough
- girl with one eye beautiful
- over the love
- delilah
- seven devils
- what the water give me
- stand by me
- kiss with a fist
- ship to wreck
- drumming song
- no light,no light
- spectrum
- cosmic
- what kind of man
- rabbit heart
- breath of life
- dog days are over
- shake it out
- you've got the love
- never let me go

## روابط خارجية
- فلورنس اند ذا مشين على موقع IMDb (الإنجليزية)
- فلورنس اند ذا مشين على موقع الموسوعة البريطانية (الإنجليزية)
- فلورنس اند ذا مشين على موقع ميوزك برينز (الإنجليزية)
- فلورنس اند ذا مشين على موقع رولينغ ستون (الإنجليزية)
- فلورنس اند ذا مشين على موقع أول ميوزيك (الإنجليزية)
- فلورنس اند ذا مشين على موقع ديسكوغز (الإنجليزية)